# Globularia cambessedesii
Globularia cambessedesii är en grobladsväxtart som beskrevs av Heinrich Moritz Willkomm. Globularia cambessedesii ingår i släktet bergskrabbor, och familjen grobladsväxter. Inga underarter finns listade i Catalogue of Life.